# Ben Steneker
Ben Steneker (Heeg, 10 februari 1935) is een Nederlands countryzanger. Zijn bijnaam is The Godfather of Dutch Country Music.
Steneker startte zijn loopbaan in de begeleidingsband van de Apeldoornse zangeres Lydia Tuinenburg. Met de groep Lydia & Her Melody Strings had hij in 1959 zijn eerste hit in Nederland: Send me the pillow. In 1960 startte hij een solocarrière. Met nummers als It doesn't matter anymore, Lonely river Rhine (1962) en From a jack to a king (1963) verwierf hij begin jaren zestig bekendheid in Nederland. Dit hitsucces wist Steneker later niet meer te evenaren. Wel bleef hij een veelgevraagd countryartiest in Nederland.
In de jaren zeventig vormde Steneker met zangeres Ine Dijkstra het duo Country Stones. Eind jaren zeventig startte hij met zijn echtgenote een countryclub in zijn woonplaats Haaksbergen. In 1984 nam hij met Henk Wijngaard het nummer Aan elke vrouw waar ik eens van hield, een vertaling van To all the girls I've loved before van Julio Iglesias en Willie Nelson, op. Het duo haalde hiermee een notering in de Tipparade.
Steneker reisde vanaf de jaren tachtig geregeld naar de Verenigde Staten, waar hij optrad in steden als Indianapolis, Carson City en Nashville en op countryfestivals. Vanaf 2000 treedt hij op met zijn dochter Carmen Steneker. Samen brachten ze in 2005 het album Like father, like daughter uit. In november 2007 vierde Steneker zijn vijftigjarig jubileum als artiest. Verder is ook zijn zoon Marco actief in de countrymuziek, onder meer in de jaren negentig als basgitarist in de band Alabama Rain en vanaf 1997 voor de zanger Waylon.
In 1994 werd Steneker opgenomen in de America's Old Time Country Music Hall of Fame. In 2013 won hij met zijn dochter Carmen de Oostenrijkse Goldener Countrystar.